# Vladimír Siago
Vladimír Siago (* 10. října 1968) je bývalý slovenský fotbalista, obránce.

## Fotbalová kariéra
Odchovanec MFK Nová Baňa. Hrál za DAC Dunajská Streda, FC Baník Ostrava, Vác FC Samsung a FC Rimavská Sobota. V Poháru UEFA nastoupil v 1 utkání.